# Leiopelma hochstetteri
Leiopelma hochstetteri es una especie de anuro primitivo de Nueva Zelanda, perteneciente a la familia Leiopelmatidae. 

## Etimología
Su nombre de especie es en honor del geólogo alemán Ferdinand von Hochstetter.

## Distribución
Es endémica de la isla Norte y de la adyacente isla Gran Barrera (Nueva Zelanda).

## Publicación original
- Fitzinger, 1861 : Eine neue Batrachier-Gattung aus New-Seeland. Verhandlungen des Zoologisch-Botanischen Vereins in Wien, vol. 11, p.217-220 (texto íntegro).